# لاثر ستريب
لاثر ستريب (بالدنماركية: Leæther Strip)‏ هو مشروع غنائي يتكون فقط من مؤسسه كلاوس لارسن (بالدنماركية: Claus Larsen)‏ في 13 يناير 1988. ولها تأثير كبير في نوع الموسيقى الإلكترونية. تعاقد لاثر ستريب عبر السنوات مع عديد شركات الإنتاج الموسيقي ك«تسوث أوموك» الألمانية و«كليوباترا ريكوردز» و«ميتروبوليس ريكوردز» و«بلادلين ريكوردز» الأمريكية و«ألفا ماتريكس» البلجيكية لإنتاج وتوزيع الأغاني. في 3 يونيو 2011، أعلن لارسن عن فسخ تعاقده مع «ألفا ماتريكس» من أجل التوزيع الذاتي لأغانيه المستقبلية.

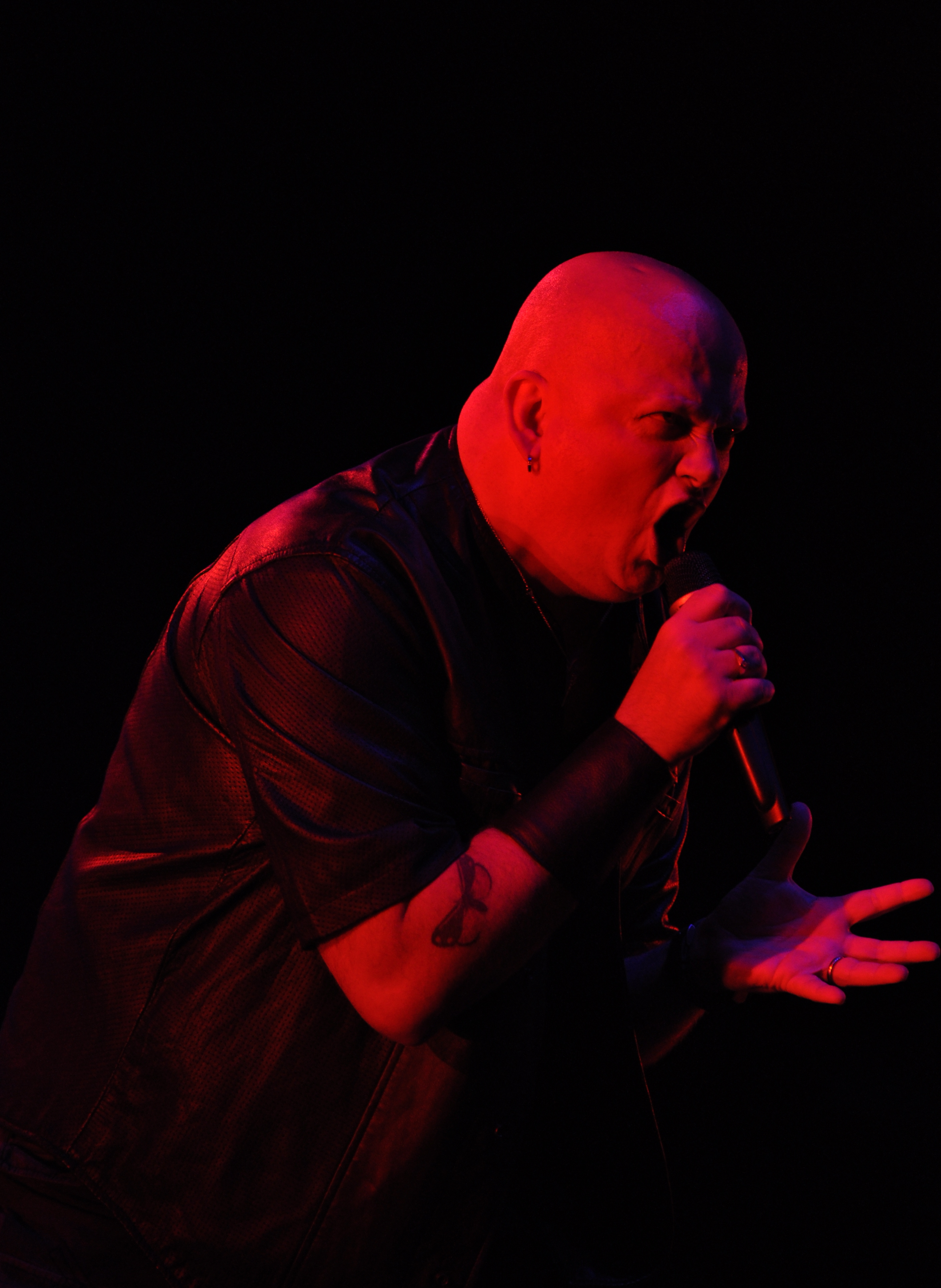
كلاوس لارسن في حفل في برلين 2013

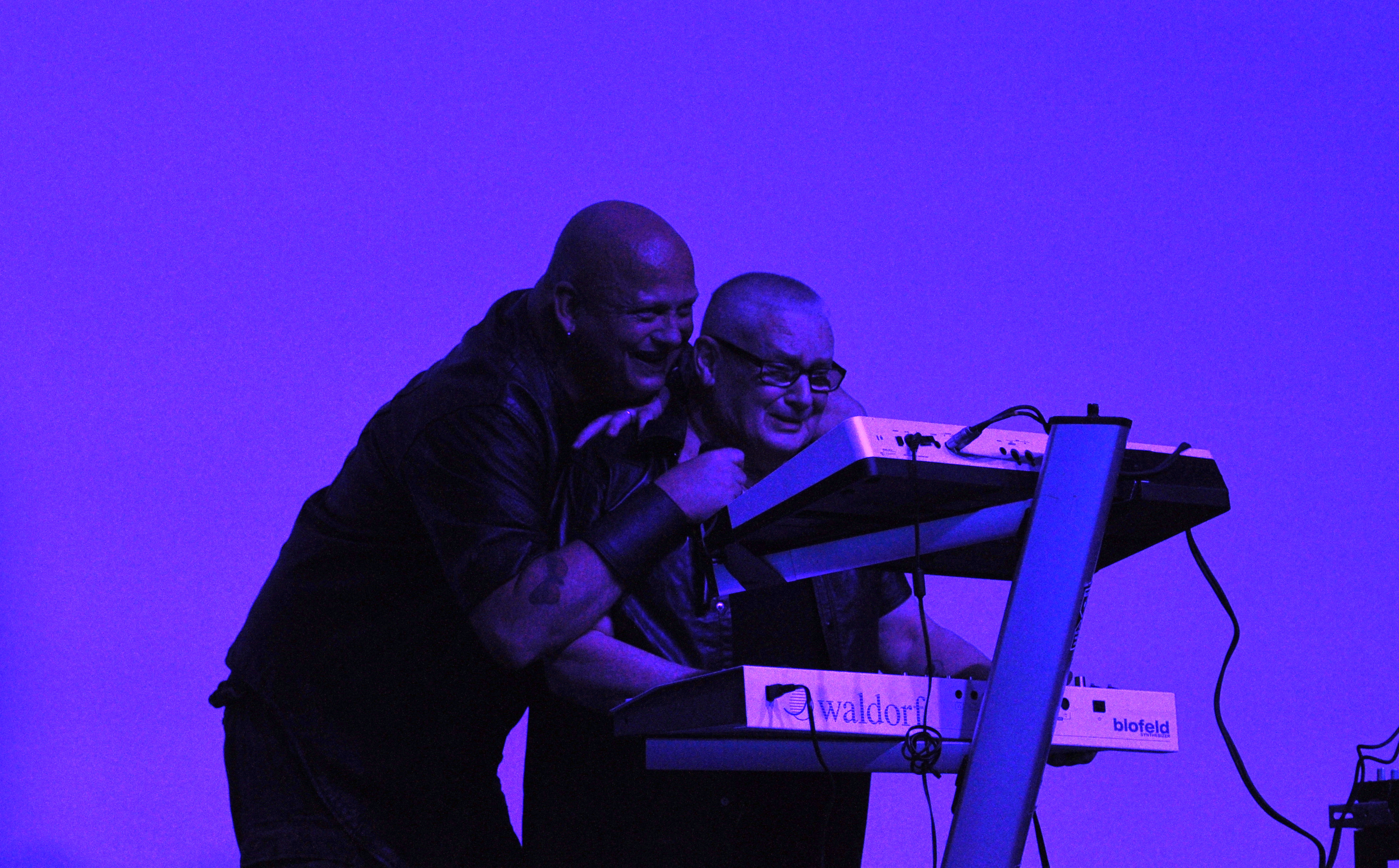
كلاوس لارسن مع زوجه كورت كرينيفالد في حفل في برلين 2013

وفقا للمؤسس كلاوس لارسن، «لاثر ستريب له، وسوف يكون دائمًا، فقط له». ولد لارسن في 13 نوفمبر 1967 في آلبورغ، فيالدنمارك. أصدر منذ عام 1989 عشرات الألبومات والأغاني من أشهرها ألبوم «علوم المواطن الشيطاني» (بالإنجليزية: Science for the Satanic Citizen)‏ عام 1990، وألبوم «بعد الدمار» (بالإنجليزية: After the Devastation)‏ عام 2005، وألبوم «المتفرج» (بالدنماركية: Spaectator)‏ عام 2016.
كلاوس لارسن مثلي الجنس علنا، وهو يعيش مع زوجه كورت كرينيفالد في كوبنهاغن.

## وصلات خارجية
لاثر ستريب على موقع ميوزك برينز (الإنجليزية)
- لاثر ستريب على موقع أول ميوزيك (الإنجليزية)
- لاثر ستريب على موقع ديسكوغز (الإنجليزية)